# Championnat des îles Féroé de football 1997
Navigation
Saison précédente Saison suivante
La saison 1997 du Championnat des îles Féroé de football était la 56e édition de la première division féroïenne à poule unique, la 1. Deild. Les dix meilleurs clubs du pays jouent les uns contre les autres à deux reprises durant la saison, à domicile et à l'extérieur. En fin de saison, le dernier du classement est relégué et remplacé par le champion de 2. Deild, tandis que l'avant-dernier dispute un barrage de promotion-relégation face au vice-champion de deuxième division.
Cette saison, le B36 Tórshavn met fin à la série de titres du GI Gota, champion des Îles Féroé depuis 1993, en terminant en tête du classement final, avec 7 points d'avance sur le HB Torshavn et 13 sur le duo GI Gota-VB Vagur. C'est le 6e titre de champion de l'histoire du B36, le premier depuis 35 ans. Le GI perd son titre de champion mais conserve la Coupe des îles Féroé après avoir laminé le VB Vagur sur le score de 6-0 en finale.

## Les 10 clubs participants
| - B71 Sandoy - KÍ Klaksvík - B68 Toftir - GI Gota - NSI Runavik - Promu de 2.Deild | - VB/Sumba Vagur - HB Tórshavn - FS Vagar - IF Fuglafjordur - B36 Tórshavn |

## Compétition

### Classement
Le barème de points servant à établir le classement est modifié à partir de cette saison. Il se décompose ainsi :
- Victoire : 3 points
- Match nul : 1 point
- Défaite : 0 point

| Rang | Équipe          | Pts | J  | G  | N | P  | Bp | Bc | Diff |
| ---- | --------------- | --- | -- | -- | - | -- | -- | -- | ---- |
| 1    | B36 Tórshavn    | 48  | 18 | 16 | 0 | 2  | 58 | 24 | +34  |
| 2    | HB Torshavn     | 41  | 18 | 12 | 5 | 1  | 61 | 19 | +42  |
| 3    | GI Gota (T) (C) | 35  | 18 | 10 | 5 | 3  | 46 | 25 | +21  |
| 4    | VB Vagur        | 35  | 18 | 11 | 2 | 5  | 32 | 18 | +14  |
| 5    | KÍ Klaksvík     | 26  | 18 | 8  | 2 | 8  | 48 | 31 | +17  |
| 6    | NSI Runavik (P) | 22  | 18 | 6  | 4 | 8  | 26 | 33 | -7   |
| 7    | IF Fuglafjordur | 17  | 18 | 5  | 2 | 11 | 27 | 50 | -23  |
| 8    | B68 Toftir      | 15  | 18 | 4  | 3 | 11 | 23 | 40 | -17  |
| 9    | FS Vagar        | 9   | 18 | 2  | 3 | 13 | 16 | 53 | -37  |
| 10   | B71 Sandoy      | 7   | 18 | 1  | 4 | 13 | 12 | 56 | -44  |

|  | Qualification pour la Ligue des champions 1998-1999                                              |
|  | Qualification pour la Coupe des Coupes 1998-1999                                                 |
|  | Qualification pour la Coupe UEFA 1998-1999                                                       |
|  | Qualification pour la Coupe Intertoto 1998                                                       |
|  | Participation au barrage de promotion-relégation                                                 |
|  | Relégation en 2. Deild                                                                           |
|  | (T) Tenant du titre (C) Vainqueur de la Coupe des îles Féroé (P) Club promu de deuxième division |

### Matchs

#### Barrage de promotion-relégation
Le 9e de 1. Deild, le FS Vagar, affronte le vice-champion de 2. Deild, le TB Tvoroyri, lors d'un barrage disputé sous forme de rencontres aller-retour, afin d'obtenir une place parmi l'élite pour la saison prochaine. Le FS perd la première rencontre à domicile et ne parvient pas à redresser la barre au retour malgré la victoire. Le club est relégué en deuxième division tandis que le TB Tvoroyri est promu en 1. Deild.
| Équipe 1            | Résultat | Équipe 2               | Aller | Retour |
| ------------------- | -------- | ---------------------- | ----- | ------ |
| FS Vagar (1. Deild) | 2 - 3    | TB Tvoroyri (2. Deild) | 1 - 3 | 1 - 0  |

## Bilan de la saison
| Championnat des îles Féroé de football 1997     |                         |
| Champion                                        | B36 Tórshavn (6e titre) |
| Coupes et trophées                              |                         |
| Vainqueur de la Coupe des îles Féroé 1997       | GI Gota                 |
| Qualifications continentales                    |                         |
| Ligue des champions 1998-1999 Tour préliminaire | B36 Tórshavn            |
| Coupe des Coupes 1998-1999 Tour préliminaire    | GI Gota                 |
| Coupe UEFA 1998-1999 Premier tour préliminaire  | HB Torshavn             |
| Coupe Intertoto 1998 Premier tour               | VB Vagur                |
| Promotions et relégations                       |                         |
| Promus en 1. Deild                              | TB Tvoroyri             |
| Promus en 1. Deild                              | IF Sumba                |
| Relégués en 2. Deild                            | FS Vagar                |
| Relégués en 2. Deild                            | B71 Sandoy              |